# Nes kirkeruiner
Nes Kirkeruiner i Vormsund i Nes kommune i Akershus fylke i Norge ligger ved det næs hvor elvene Glomma og Vorma mødes.
Kirkeruinerne er et populært samlingspunkt for bryllupper, gudstjeneste, koncerter og andre kulturaktiviteter.

Kirken blev bygget på en offerplads fra førkristen tid og var oprindelig en langkirke. Kirken lå tidligere på Nes præstegårds grund. Præstegården blev flyttet på grund af fare for nedstyrtninger – og Nes præstegård/Disen gård ligger nu ca. en kilometer fra den gamle ruinen, men nærmere Nes' nye kirke.

## Galleri
- Nes kirkeruiner
- Nes kirkeruiner
- Nes kirkeruiner
- Nes kirkeruiner

## Byggehistorie
- Det oprindelige kirkebyggeri var fra 1100-tallet og fik senere flere tilbygninger.
- Kirken ble sat i brand under Syvårskrigen mod Sverige i 1567, men blev genrejst senere.
- I 1697 blev den udvidet til en korskirke.
- Kirken brændte ned i 1854 efter et lynnedslag og blev på grund af nestyrningsfare ikke genopbygget.
- I 2006 er en indsamling til et klokketårn igangsat og det skal efter planerne stå færdig i 2007.

## Restaurering og bevaring
Kirkeruinens første konserveringsarbejde blev påbegyndt i 1924 og den er senere blevet repareret og konserveret flere gange.
Fra 2005 og nogle år framover, vil kirkeruinerne være helt eller delvis afspærret på grund af et større konserveringsarbejde.

Nes kirkeruiner indgår i Nes kommunes museumssamlinger.

## Genstande som før var i kirken
Noget af inventaret fra den gamle kirke blev reddet under branden og befinder sig i dag i den nyere Nes kirke fra 1860.